# Șoarece scurmător
Șoarecele scurmător (Myodes glareolus, sinonim Clethrionomys glareolus) denumit și șoarece scurmător de pădure, șoarece roșu, șoarece roșu de pădure este un mamifer rozător mic (din familia Cricetidae, subfamilie Arvicolinae) răspândit în regiunea palearctică  a Europei și Asiei, care trăiește în zone împădurite, mai ales în cele cu subarboret, de pe versanții stâncoși ai munților. În România este răspândit în zona de munte din Transilvania și Muntenia. 

## Descrierea
Este un rozător de talie mică. Lungimea corpului (cap + trunchi) este de 8-11 cm; a cozii de  4-6 cm; iar greutatea de 15-36 g. În stare liberă are o durată de viață scurtă, de 1,5-2 ani, iar în captivitate atinge vârsta de 3 ani. Este uneori confundat cu pârșul de alun. 
Blana este deasă, vara cu peri subțiri, scurți și aspri și ceva mai lungi, iar iarna mai lungi moi și groși. Culoarea blănii este roșcată pe spate la adulți și cu amestec de cenușiu, la juvenili. Pe flancuri culoarea devine cenușie, în toate stadiile de dezvoltare. Abdomenul și membrele au o  culoarea cenușiu-albicioase. Coada bicoloră, acoperită cu peri scurți, pe fața superioară este roșcată și se termină cu un smoc de peri mai lungi, de culoare neagră. Blana de vară este de culoare mai închisă decât cea de iarnă.
Capul este turtit, ochii vizibili, rotunzi, proeminenți. Urechile sunt scurte, largi la bază și au marginile rotunjite fiind clar distincte din blană; fața internă a pavilionului foarte puțin păroasă.
Membrele sunt scurte, cu gheare turtite. Pe talpa picioarelor posterioare, are câte 6 pernițe elastice. 
Craniul nu are creste evidente. Molarii fără rădăcini la pui, dar cu rădăcini la adulți. Suprafețele de masticație ale molarilor cu bucle și triunghiuri de email nu sunt ascuțite ca la celelalte arvicoline din România (Arvicola, Microtus, Pitymys), ci au vârfurile rotunjite. 
Femelele au 4 perechi de mamele: două pectorale și două inghinale.

## Răspândirea geografică
Este răspândit în vestul Regiunii Palearctice, din Marea Britanie și Peninsula Scandinavă spre sud până în Munții Pirinei, Italia, Peninsula Balcanică, Transcaucazia, iar spre răsărit, până în zona Centrală a Siberiei (Munții Altai și Sayan).
În România este răspândit în zona de munte din Transilvania și Muntenia, fiind întâlnit în toate depresiunile și văile carpatice împădurite, la altitudini de 600-1 800 m (Masivul Ceahlău, Retezat, Ciucaș; Bucegi și Gârbova; Munții Godeanu și Făgăraș) 

## Habitat
Trăiește în zone împădurite, mai ales în cele cu subarboret, de pe versanții stâncoși ai munților: în pădurile de foioase în care predomină fagul și în cele de conifere, cu trunchiuri doborâte la sol, în luncile și văile cu pante însorite, dar cu bogat înveliș de vegetație. Preferă totuși rariștile din inima pădurii și pe cele de pe margini, de unde pot ieși și la câmp.

## Comportament
Duce viață galericolă, săpându-și o rețea superficială de galerii în sol, la adâncimea de 10-20 cm, prin frunzar, printre pietre, pe sub trunchiuri de copaci căzuți, sau pe lângă rădăcinile arborilor. La capătul galeriilor are camere de odihnă și pentru provizii. Rețeaua de galerii este folosită intens. Denumirea de șoarece scurmător derivă de la faptul că scurmă, și nu face galerii adânci. Culcușul și-l construiește de obicei în sectoarele mai adânci ale galeriilor. Cuibul de fătare este relativ mare, cu diametrul de 20-30 cm, amenajat la adâncimea de 30-40 cm. Fiind bun cățărător, de multe ori se adăpostește în scorburile copacilor situate la 7-10 m înălțime de la sol, pe care le preferă uneori pentru nașterea și creșterea puilor. 
Este activ aproape permanent în decursul celor 24 de ore, cu scurte pauze, fiind predominant nocturn. Înregistrează o activitate mai intensă la crepuscul și după miezul nopții. Nu hibernează, fiind activ tot timpul anului.
Este un șoarece foarte vioi, foarte bun alergător și un excelent cățărător până în vârful arborilor. 

## Hrana
Se hrănește cu ierburi și plante (părțile verzi ale plantelor, semințele și fructele acestora), nu evită nici ciupercile și mușchii-de-pământ. Mai rar consumă râme, melci și insecte. În timpul iernii, când plantele verzi lipsesc, iar nevertebratele sunt mai puțin disponibile, caută semințe și fructe de pădure, sau roade scoarța puieților de specii forestiere sau fructifere, producând daune în culturi și plantații.  În scorburi, pe sub pietre sau în camere săpate în pământ și apoi acoperite, își face rezerve de semințe și fructe: de jir, ghindă, alune, semințe de conifere. 

## Reproducerea
În România reproducerea are loc din aprilie până în septembrie,  femelele fătând de 3-4 ori pe an. Maxima activității de reproducerea este în lunile mai și iulie. În unii ani însă, pot naște și în lunile decembrie și ianuarie. 
Este foarte prolific. Perioada de gestație este scurtă, de numai 21 de zile, după care femelele nasc 2-7 pui (frecvent 4-6). Femelele primipare nasc mai puțini pui (2-5), ulterior având câte 6-7 pui la o naștere. Perioada până la maturizarea sexuală este, de asemenea, scurtă, de circa două luni.

## Dușmanii naturali
Figurează pe lista de hrană a tuturor răpitoarelor de zi și de noapte.
Este vânat de mamifere mici carnivore (dihori, nevăstuici, hermine, bursuc, jderii, pisica sălbatică), apoi de vulpe, bursuc, mistreț, ursu, șerpi și păsări răpitoare:  ciufii, huhurezii, bufnițele, striga

## Paraziți
Este gazda a numeroși ectoparaziți  (acarieni, purici) și endoparaziți (cestodele cu localizări în intestinul subțire și ficat;  trematodele în duoden și pancreas; nematodele în stomac,  intestinul subțire, cec, lichidul orbital; protozoare parazite). Au fost identificate infecții cu bacteriile spirochete din genul Leptospira.

## Importanța practică
Fac pagube prin consumul de semințe, dar mai ales prin roaderea scoarței lăstarilor și
puieților de specii forestiere sau fructifere, producând daune în culturi și plantații
Nu se îmblânzesc, însă se adaptează ușor la viața în captivitate.

## Subspecii
Unii autori recunosc 21 de subspecii de șoareci-scurmători-de-pădure. În România se găsește o singură subspecie: Clethrionomys glareolus istericus (= Evotomys glareolus istericus) , celelalte 20 de subspecii având un areal în afara României